# Acronicta elongata
Acronicta elongata là một loài bướm đêm trong họ Noctuidae.